# Blauw-Wit Amsterdam
FC Blauw-Wit Amsterdam je nizozemský fotbalový klub sídlící v Amsterdamu. V současnosti hraje v nižších soutěžích.
Barvami jsou modrá a bílá.

## Historie
Klub byl založen v roce 1902 ve čtvrti Kinkerbuurt v Amsterdamu pod názvem VICTORIA!. Tým se sloučil s klubem  Holland. Sloučený klub se pojmenoval Blauw-Wit. Tým hrál v modro-bílých dresech (Blauw-Wit).
V letech 1914 až 1928 hrál tým na stadionu Oude Stadion. Po olympiádě v Amsterdamu v roce 1928 se tým přestěhoval na olympijský stadion hned vedle.
V amatérské éře nizozemského fotbalu tým skončil 3× druhý ve finálové skupině 1. ligy – v letech 1922, 1940 a 1950.
Roku 1954 vstoupil klub do profesionálního fotbalu. V roce 1957 tým postoupil do 1. ligy, ale v roce 1960 zase sestoupil. Roku 1961 se hned vrátil do 1. ligy a jako nováček skončil roku 1962 na 3. místě (městský konkurent Ajax skončil na 4. místě). Roku 1964 ale přišel znovu sestup a v letech 1964–1972 hrál tým 2. ligu.
V roce 1972 se Blauw-Wit sloučil s Door Wilskracht Sterk, aby vznikl FC Amsterdam. S ním se v roce 1973 sloučil ještě AVV De Volewijckers. Blauw-Wit pokračoval jako amatérský klub.

## Úspěchy
- Nizozemská 1. liga:
  - 2. místo (3): 1922, 1940, 1950
  - 3. místo (1): 1962